# Christian V của Đan Mạch
Christian V (15 tháng 4 năm 1646 – 25 tháng 8 năm 1699) là Vua Đan Mạch và Na Uy từ năm 1670 cho đến khi qua đời năm 1699.